# Mediatonic
Mediatonic Limited est un développeur de jeux vidéo britannique basé à Londres. La société est fondée en septembre 2005 par les étudiants de l'université Brunel, Dave Bailey et Paul Croft, pour sortir leur premier jeu Snowman Salvage en décembre de la même année. Initialement un studio de sous-traitance de jeux Flash, Mediatonic développe des jeux originaux pour d'autres plateformes, dont Murder by Numbers et Fall Guys: Ultimate Knockout. En juin 2020, Mediatonic emploie 230 personnes dans quatre studios et fait partie de Tonic Games Group, qui est une filiale d'Epic Games depuis mars 2021.

## Histoire
Mediatonic est fondée en septembre 2005 par des amis Dave Bailey et Paul Croft, tous deux âgés de 21 ans, lors de leur dernière année à l'université Brunel, . Avec un bureau près du campus, ils créent l'entreprise en tant que studio freelance pour créer des jeux par navigateur avec Flash,. Snowman Salvage, un jeu qui faisait partie de la thèse de Croft, est la première sortie de Mediatonic en décembre 2005,.
PopCap Games, Big Fish Games et PlayFirst sont les premiers clients de Mediatonic. Le studio produit, entre autres, des conversions Flash de Bejeweled, Bookworm, Diner Dash et Poppit!. Il crée aussi Amateur Surgeon, un jeu original, pour Adult Swim Games,. Mediatonic est suffisamment rentable au cours de sa première année d'existence pour que, après l'obtention du diplôme de Bailey et Croft, le studio déménage dans un ancien bâtiment gouvernemental à Westminster en février 2006 et embauche dix employés,. Parmi les autres premiers jeux de Mediatonic se trouvent Meowcenaries, Gigolo Assassin, Must Eat Birds et Monsters (Probably) Stole My Princess . Ayant atteint 25 employés, Mediatonic déménage dans de nouveaux bureaux près de Covent Garden en février 2008.
En juillet 2009, Mediatonic ouvre un studio à Brighton pour agir en tant qu'agence de médias numériques, puis se transforme en une société nommée Graphite. Mediatonic reçoit un financement des entrepreneurs Kelly Sumner, Ian Livingstone et Geoff Heath en avril 2010, et de Frog Capital en janvier 2012. Pete Hickman, ancien producteur exécutif d'Eidos Interactive, rejoint Mediatonic en tant que responsable de la production en juillet 2011,. Prévoyant de doubler son effectif de 50 personnes, Mediatonic déménage son siège social de Londres à Soho en mai 2012,. Un autre studio de développement est ouvert à Brighton en octobre. Selon Bailey, Mediatonic commence alors à donner un poids égal aux jeux originaux et aux projets de travail pour compte d'autrui, impliquant le développement de l'entreprise. Le studio se diversifie dans l'édition, ouvrant The Irregular Corporation en tant que société sœur en décembre 2015,.
Mediatonic emménage dans Shell Mex House, à Londres, en avril 2017. En juillet, une équipe de cinq personnes est créée dans un espace de coworking à Madrid et s'étendu à un véritable bureau en juillet 2019,. Un studio de développement frère, Fortitude Games, est créé à Guildford en 2018. Un quatrième studio pour Mediatonic à Leamington Spa est annoncé en février 2020. Toujours au début de 2020, Mediatonic établit son siège social dans un bureau au-dessus gare de Londres-Victoria, bien qu'il soit resté largement inutilisé en raison de la pandémie de COVID-19, obligeant l'entreprise à faire travailler ses employés à domicile. 
Bailey et Croft créent Tonic Games Group en tant que société mère de Mediatonic, The Irregular Corporation et Fortitude Games, déplaçant 35 employés vers Tonic Games Group, tandis que Mediatonic compte 230 employés,. Le 2 mars 2021, Epic Games annonce avoir acquis Tonic Games Group, dont Mediatonic.

## Jeux développés
| Année | Titre                                              | Éditeur                                   | Plate-forme(s)                                                                     |
| ----- | -------------------------------------------------- | ----------------------------------------- | ---------------------------------------------------------------------------------- |
| 2005  | Snowman Salvage                                    | Shockwave                                 | Web                                                                                |
| 2005  | Beetle Bomp                                        | iWin                                      | Web                                                                                |
| 2006  | Air Control                                        | Lufthansa                                 | Web                                                                                |
| 2007  | Lego Pirates: Quest for Brickbeard's Bounty        | The Lego Group                            | Web                                                                                |
| 2007  | Operation Challenge                                | Pogo.com                                  | Web                                                                                |
| 2007  | Mystery Case Files: Millionheir                    | Nintendo                                  | Web                                                                                |
| 2007  | PlaySega Blackjack                                 | Sega                                      | Web                                                                                |
| 2007  | Mah Jong Amazon Adventure                          | Sega                                      | Web                                                                                |
| 2007  | Brain Assist!                                      | Sega                                      | Web                                                                                |
| 2007  | Letter Linker                                      | Sega                                      | Web                                                                                |
| 2007  | Addiction Solitaire                                | Shockwave                                 | Web                                                                                |
| 2007  | Tequila Trouble                                    | William Grant & Sons                      | Web                                                                                |
| 2007  | Mole Hunt                                          | Pogo.com                                  | Web                                                                                |
| 2007  | Homerun Hero                                       | Shockwave                                 | Web                                                                                |
| 2007  | Horizon                                            | Astrazeneca                               | Web                                                                                |
| 2007  | SiteAdvisor Challenge                              | McAfee                                    | Web                                                                                |
| 2007  | Diamond Detective                                  | Gamehouse                                 | Web                                                                                |
| 2007  | Battleships!                                       | Sega                                      | Web                                                                                |
| 2007  | Meat Match                                         | Boonty                                    | Web                                                                                |
| 2007  | Bubble Bubble                                      | Sega                                      | Web                                                                                |
| 2007  | Super Collapse!                                    | Gamehouse                                 | Web                                                                                |
| 2007  | Little Shop of Treasures                           | Gamehouse                                 | Web                                                                                |
| 2008  | Turbo Solitaire                                    | Sega                                      | Web                                                                                |
| 2008  | Text Twist                                         | Sega                                      | Web                                                                                |
| 2008  | Sudoku                                             | Sega                                      | Web                                                                                |
| 2008  | Greedy Gang                                        | Mediatonic                                | Web                                                                                |
| 2008  | Portal Peril                                       | Nickelodeon                               | Web                                                                                |
| 2008  | Penguin Panic                                      | Mediatonic                                | Web                                                                                |
| 2008  | Word Whomp Mini                                    | Pogo.com                                  | Web                                                                                |
| 2008  | Poppit! Mini Stressbuster                          | Pogo.com                                  | Web                                                                                |
| 2008  | Poppit! Stressbuster                               | Pogo.com                                  | Web                                                                                |
| 2008  | Bookworm                                           | PopCap Games                              | Web                                                                                |
| 2008  | Bejeweled 2                                        | PopCap Games                              | Web                                                                                |
| 2008  | Diner Dash                                         | PlayFirst                                 | Web                                                                                |
| 2008  | Bejeweled 2                                        | PopCap Games                              | Web                                                                                |
| 2008  | Inca Quest                                         | iWin                                      | Web                                                                                |
| 2008  | Talismania                                         | PopCap Games                              | Web                                                                                |
| 2008  | Manor Mystery                                      | Boonty                                    | Web                                                                                |
| 2008  | Gigolo Assassin                                    | Adult Swim                                | Web                                                                                |
| 2008  | Aquatic Word Burst                                 | Sega                                      | Web                                                                                |
| 2008  | Ice Shuffle                                        | Sega                                      | Web                                                                                |
| 2008  | Greek Island Solitaire                             | Sega                                      | Web                                                                                |
| 2008  | Beijing 2008, High Dive                            | Sega                                      | Web                                                                                |
| 2008  | Beijing 2008, Archery                              | Sega                                      | Web                                                                                |
| 2008  | Beijing 2008, Weightlifting                        | Sega                                      | Web                                                                                |
| 2008  | Hidden Expedition Titanic                          | Big Fish Games                            | Web                                                                                |
| 2008  | Bureaucracy Buster                                 | Astrazeneca                               | Web                                                                                |
| 2008  | Amateur Surgeon                                    | Adult Swim                                | Web, iOS                                                                           |
| 2008  | Trivial Pursuit Quiz                               | Electronic Arts                           | Web                                                                                |
| 2008  | Crestor Challenge                                  | Astrazeneca                               | Web                                                                                |
| 2008  | Travelogue 360 Rome                                | Big Fish Games                            | Web                                                                                |
| 2008  | Azada                                              | Big Fish Games                            | Web                                                                                |
| 2008  | Sonic at the Olympic Games                         | Sega                                      | Web                                                                                |
| 2008  | Music, Melodies and Rockstars                      | Sega                                      | Web                                                                                |
| 2008  | The Quiz of Culinary Delights                      | Sega                                      | Web                                                                                |
| 2008  | Back to the 80s Quiz                               | Sega                                      | Web                                                                                |
| 2008  | Hollywood Adventure Quiz                           | Sega                                      | Web                                                                                |
| 2008  | Three Reel Slots                                   | Sega                                      | Web                                                                                |
| 2008  | Columns                                            | Sega                                      | Web                                                                                |
| 2008  | Sega Pool                                          | Sega                                      | Web                                                                                |
| 2009  | Commanders                                         | Sierra Entertainment                      | Web                                                                                |
| 2009  | Diego's Underwater Adventures                      | Nickelodeon                               | Web                                                                                |
| 2009  | Dr. Kawashima's Brain Training 2                   | Namco Bandai Games                        | Feature Phones                                                                     |
| 2009  | Dr. Kawashima's Brain Exercise, Line Up            | Namco Bandai Games                        | Web                                                                                |
| 2009  | Dr. Kawashima's Brain Exercise, Reverse Dice       | Namco Bandai Games                        | Web                                                                                |
| 2009  | Dr. Kawashima's Brain Exercise, Follow the Pencil  | Namco Bandai Games                        | Web                                                                                |
| 2009  | Dr. Kawashima's Brain Exercise, Predominant Number | Namco Bandai Games                        | Web                                                                                |
| 2009  | Hidden Expedition Titanic                          | Big Fish Games                            | Web                                                                                |
| 2009  | Hidden Expedition Titanic MSN Search Special       | Big Fish Games                            | Web                                                                                |
| 2009  | Hidden Expedition Everest MSN Search Special       | Big Fish Games                            | Web                                                                                |
| 2009  | Hidden Expedition Everest                          | Big Fish Games                            | Web                                                                                |
| 2009  | Travelogue 360 London                              | Big Fish Games                            | Web                                                                                |
| 2009  | Travelogue 360 Paris                               | Big Fish Games                            | Web                                                                                |
| 2009  | Amateur Surgeon Christmas                          | Adult Swim                                | Web, iOS                                                                           |
| 2009  | Fast & Furious                                     | Sierra Entertainment                      | Facebook, Myspace                                                                  |
| 2009  | SpongeBob SquarePants: Hooked on You               | Nickelodeon                               | Web                                                                                |
| 2009  | Sonic Level Creator                                | Sega                                      | Web                                                                                |
| 2009  | Steamweavers                                       | Mediatonic                                | Myspace                                                                            |
| 2009  | Toy Story: Woody's Great Escape                    | Pixar                                     | Web                                                                                |
| 2009  | Suite Life on Deck: Smoothie Service               | Disney                                    | Web                                                                                |
| 2009  | Kid Vs. Kat: Katapult Katastrophe                  | Disney                                    | Web                                                                                |
| 2009  | Biker Blast-Off!                                   | The Gadget Show                           | iOS                                                                                |
| 2009  | Meowcenaries                                       | Adult Swim                                | Web, iOS                                                                           |
| 2009  | Extreme Lawn Bowls                                 | Mediatonic                                | Web                                                                                |
| 2009  | Must.Eat.Birds                                     | Mediatonic                                | iOS, Android                                                                       |
| 2010  | Amateur Surgeon 2                                  | Adult Swim                                | Web, iOS, Android                                                                  |
| 2010  | Vancouver 2010, Slalom                             | Sega                                      | Web                                                                                |
| 2010  | Vancouver 2010, Ski Jump                           | Sega                                      | Web                                                                                |
| 2010  | Vancouver 2010, Speed Skating                      | Sega                                      | Web                                                                                |
| 2010  | Vancouver 2010, Snowboarding                       | Sega                                      | Web                                                                                |
| 2010  | Moshling Boshling                                  | Mind Candy                                | Web                                                                                |
| 2010  | Boom Bandits                                       | Spil Games                                | Web                                                                                |
| 2010  | Who's That Flying!?                                | Mediatonic                                | iOS, Microsoft Windows, PlayStation Portable, PlayStation 3                        |
| 2010  | Monsters (Probably) Stole My Princess              | Mediatonic                                | PlayStation Portable, PlayStation 3, Xbox 360                                      |
| 2010  | MicroGP                                            | Mediatonic                                | Facebook                                                                           |
| 2010  | Pirate King                                        | Mediatonic                                | Facebook                                                                           |
| 2010  | Ocean Snapper                                      | Mediatonic                                | Myspace, Facebook                                                                  |
| 2010  | Back to the Future: Blitz Through Time             | Telltale Games                            | Facebook, Online                                                                   |
| 2011  | 1000 Tiny Claws                                    | Mediatonic                                | PlayStation Portable, PlayStation 3                                                |
| 2011  | Amateur Ninja                                      | Adult Swim                                | Web                                                                                |
| 2011  | Thundercats: Tree of the Ancients                  | Warner Bros.                              | Web                                                                                |
| 2012  | Robot Unicorn Attack: Evolution                    | Adult Swim                                | Facebook                                                                           |
| 2012  | Amateur Surgeon Hospital                           | Adult Swim                                | Facebook                                                                           |
| 2012  | Superbia                                           | Disney                                    | Web                                                                                |
| 2013  | Moshi Monsters: Lost Islands                       | GREE                                      | iOS                                                                                |
| 2013  | Qwirkle                                            | Square Enix                               | iOS, Android, Facebook                                                             |
| 2013  | Foul Play                                          | Devolver Digital                          | Xbox Live Arcade, Steam, PlayStation 4, PlayStation Vita                           |
| 2013  | Amateur Surgeon 3: Tag Team Trauma                 | Adult Swim                                | iOS, Android                                                                       |
| 2014  | Delivery Outlaw                                    | Adult Swim                                | iOS                                                                                |
| 2014  | Secrets and Treasure                               | Microsoft Studios                         | Windows 8                                                                          |
| 2014  | Hatoful Boyfriend                                  | Devolver Digital                          | Windows, OS X, Linux, PlayStation 4, PlayStation Vita                              |
| 2014  | Heavenstrike Rivals                                | Square Enix                               | Android, iOS, Microsoft Windows                                                    |
| 2016  | Bounty Stars                                       | DeNA West                                 | Android, iOS                                                                       |
| 2016  | Fantastic Beasts: Cases from the Wizarding World   | WB Games                                  | Android, iOS                                                                       |
| 2017  | New Yahtzee with Buddies                           | Scopely                                   | Android, iOS                                                                       |
| 2018  | Fable Fortune                                      | Microsoft Studios                         | Microsoft Windows, Xbox One                                                        |
| 2019  | Gears Pop!                                         | Xbox Game Studios                         | Android, iOS                                                                       |
| 2020  | Murder by Numbers                                  | The Irregular Corporation                 | Nintendo Switch, Microsoft Windows                                                 |
| 2020  | Fall Guys                                          | Devolver Digital (Epic games depuis 2021) | PlayStation 4, Microsoft Windows, (Nintendo Switch + Xbox + PlayStation 5 en 2022) |